# Tagulatörnkråka
Tagulatörnkråka (Cracticus louisiadensis) är en fågel i familjen svalstarar inom ordningen tättingar.

## Utseende
Tagulatörnkråkan är en rätt stor (27–30 cm) törnkråka med en kraftig, krokförsedd näbb. Fjäderdräkten är helsvart förutom vita fläckar på bröstsidorna, vita strimmor på inre delen av vingen format av två delvis vita tertialer, vita övre stjärttäckare, stora vita fläckar längst ut på yttre stjärtpennorna samt vitt på nedre delen av buken, undre stjärttäckarna och inre vingtäckarna. Ögat är mörkbrunt, näbben gråblå med svart spets och benen svarta. Könen är lika till utseendet men hanen är större än honan. Lätet har inte beskrivits.

## Utbredning och systematik
Arten förekommer på Tagula Island i ögruppen Louisiaderna. Den behandlas som monotypisk, det vill säga att den inte delas in i några underarter. Den anses utgöra systerart till papuatörnkråkan (Cracticus cassicus).

### Familjetillhörighet
Törnkråkorna i Cracticus, flöjtkråkan (Gymnorhina tibicen), kurrawongerna i Strepera samt de två arterna i Peltops placerades tidigare i den egna familjen Cracticidae. Dessa är dock nära släkt med svalstararna i Artamidae och förs allt oftare dit.

## Levnadssätt
Arten hittas i skog och skogsbryn. I övrigt är dess ekologi okänd.

## Status
IUCN kategoriserar arten som nära hotad.